# Hiroatsu Takahashi
Hiroatsu Takahashi (jap. 高橋 弘篤, Takahashi Hiroatsu; * 13. April 1984 in Tomiya, Kurokawa-gun, Präfektur Miyagi) ist ein japanischer Skeletonpilot.
Hiroatsu Takahashi studierte, wie sein späterer Vereinskamerad Kazuhiro Koshi, Sportwissenschaft an der Universität Sendai und lebt in der Präfektur Nagano. Er begann 2002 mit dem Skeletonsport, gehört seit 2006 dem japanischen Nationalkader an, sowie der 2007 gegründeten Mannschaft White Thunder Skeleton Club des IT-Unternehmens Systex. Der Japaner gab 2004 sein internationales Debüt im America’s Cup und wurde bei seinem ersten Rennen in Calgary 29. Weitere Einsätze folgten nur sporadisch in dieser Rennserie. Er nahm an der Winter-Universiade 2005 in Innsbruck teil und wurde dort 18. Im selben Monat startete er auch erstmals bei einer Junioren-Weltmeisterschaft, bei der er in Winterberg auf Platz 22 kam. Ein Jahr später wurde er in Igls 16. Seit 2008 kam Takahashi regelmäßig zu internationalen Einsätzen. In Park City erreichte er im Januar des Jahres mit einem fünften Platz im America’s Cup erstmals ein Top-Ten-Resultat. In der Gesamtwertung der Saison kam er mit John Fairbairn auf einen geteilten sechsten Platz. Auch die erste Hälfte der Saison 2008/09 startete der Japaner im America’s Cup und kam in fünf von sechs Rennen unter die besten zehn. In der Gesamtwertung belegte er den achten Platz. Im weiteren Verlauf der Saison startete Takahashi im Skeleton-Europacup. Schon in seinem ersten Rennen in St. Moritz erreichte er mit Rang zwei hinter John Daly seine erste internationale Podiumsplatzierung. Auch in der Saison 2009/10 trat er im Europacup an und kam in allen acht Rennen zum Einsatz. Sein bestes Resultat wurde ein vierter Rang in St. Moritz, nur einmal verpasste er als 12. in Altenberg die Top-Ten-Platzierungen. In der Gesamtwertung wurde Takahashi Sechster.
Für die Saison 2010/11 konnte sich Takahashi für den Skeleton-Weltcup qualifizieren und kam in Igls zum Saisonauftakt zu seinem ersten Einsatz, bei dem er 21. wurde. Zuvor hatte er bereits erstmals den Japanischen Meistertitel gewonnen. Im weiteren Saisonverlauf war sein bestes Ergebnis Rang 15 im Winterberg und bei der Weltmeisterschaft wurde er 19. In der Folgesaison erreichte er den 12. Platz in Lake Placid und sonst Ränge zwischen 16 und 19, womit er im Gesamtweltcup 16. wurde. In der Saison 2012/13 konnte er sowohl seine beste Platzierung in einem Einzelrennen als auch sein Ergebnis im Gesamtklassement um einen Rang steigern. Seine bisher erfolgreichste Saison folgte 2013/14 mit seinen ersten Top-Ten-Plätzen im Weltcup: Rang 8 in Winterberg, 9 in Park City und zweimal Rang 10 beim ersten und letzten Rennen der Saison in Calgary bzw. Königssee. Auch im Gesamtweltcup belegte er den zehnten Platz. Bei den anschließend stattfindenden Olympischen Spielen in Sotschi belegte er den 12. Rang. 2014/15 erreichte er zwei einstellige Resultate im Weltcup und wurde bei der Weltmeisterschaft in Winterberg 14. Ende 2015 wurde Takahashi zum vierten Mal Japanischer Meister.